# Craspedisia longioembolia
Craspedisia longioembolia är en spindelart som beskrevs av Yin et al. 2003. Craspedisia longioembolia ingår i släktet Craspedisia och familjen klotspindlar. Inga underarter finns listade i Catalogue of Life.